# SHS Viveon
Die SHS Viveon AG mit Sitz in München ist IT-Dienstleister für Unternehmen. Neben dem Hauptsitz in München existieren weitere fünf Standorte in Deutschland, Österreich und der Schweiz - Düsseldorf, Burghausen, Stuttgart, Wien und Zug (Schweiz).
Die Aktien des Unternehmens waren im m:access-Segment der Börse München notiert. Die Einbeziehung der Aktien in den m:access endete mit Ablauf des 28. Juni 2024 und die Einbeziehung in den Freiverkehr der Börse München wird mit Ablauf des 15. November 2024 widerrufen. Die Börse München hat die SHS Viveon AG mit Beschluss vom 14. Juni 2024 über das Delisting informiert.

## Geschichte
1991 erfolgte die Gründung der SHS Informationssysteme AG durch Verschmelzung von vier GmbHs der Unternehmensgründer Karl-Peter Schmid, Richard Heinrich, Adrian Taciulescu und Stefan Möller. 1999 erfolgte der Börsengang an den Neuen Markt. In den Folgejahren wurden Akquisitionen in Frankreich und Spanien durchgeführt, 2005 folgte der Zukauf der ehemaligen Systech Software GmbH.
SHS = Software Hardware Schmid
VIVEON = ein Kunstname, der durch die Gründer erfunden wurde
2006 erfolgte die Akquisition der Viveon AG und es kam zur Verschmelzung zur SHS VIVEON AG; 2008 wurde das Softwaregeschäft in der hundertprozentigen Tochtergesellschaft Guardean GmbH (vormals SHS Viveon GmbH) gebündelt.
Im Geschäftsjahr 2016 betrug der Erlös 24,6 Millionen Euro und der Jahresfehlbetrag 0,3 Millionen Euro. Im April 2012 erwarb das Unternehmen die im Herbst 2011 als Kooperation gegründeten SHS VIVEON GmbH als hundertprozentige Tochtergesellschaft. Im Oktober 2017 veräußerte die Firma ihren Unternehmensbereich Professional Services Value mit seinen knapp 40 Mitarbeitern in Form eines Teilbetriebsübergangs an die mVISE AG.
Zum 18. Juni 2018 wurde Ralph Schuler zum Vorstand der SHS Viveon AG bestellt.
Zum 11. Juni 2021 wurde Ingo-Stefan Schilling neuer CPO und CTO der SHS Viveon AG.
Zum 1. Februar 2024 folgte Christian Kren auf Ralph Schuler und wurde zum Alleinvorstand und CEO der SHS Viveon AG bestellt.
Am 7. Juni 2024 teilte die französische SIDETRADE S.A der SHS Viveon AG mitgeteilt, dass SIDETRADE nunmehr mehr als 50 Prozent der Aktien und Stimmrechte der Gesellschaft hält.
Olivier Novasque wurde vom Aufsichtsrat der SHS Viveon AG zum 4. Juni 2024 und bis zum 31. Dezember 2024 als Vorstand der SHS Viveon AG mit Einzelvertretungsmacht bestellt. Er übt die Funktion eines CEO aus.
Die SHS Viveon AG hat im Zusammenhang mit ihrer Übernahme durch SIDETRADE am 12. Juni 2024 den Antrag auf Delisting bei der Börse München eingereicht.

## Produkte
Die SHS VIVEON AG bietet softwarebasierte Lösungen für die Bereiche Risk- und Credit Management. Mit diesen Lösungen erhalten Unternehmen einen Überblick über die Potenziale und Risiken ihrer Kunden und können diese fachlich und automatisiert steuern. So gelingt es ihnen, nachhaltige Kundenbeziehungen zu gestalten und in der digitalen Welt einen klaren Wettbewerbsvorteil zu erlangen.
Sowohl im Mittelstand als auch bei international tätigen Kunden aus den Bereichen Banken und andere Finanzdienstleister, Handel und Industrie sind die SHS VIVEON eigenen Softwarelösungen DebiTEX (Credit Management), GUARDEAN RiskSuite (Risk Management) und proofitBOX (Zahlartensteuerung im eCommerce) im Einsatz.

## Unternehmensentwicklung
| Jahr | Umsatz (in Mio. €) | Jahresüberschuss (in Mio. €) | Betriebsergebnis (EBIT) (in Mio. €) |
| ---- | ------------------ | ---------------------------- | ----------------------------------- |
| 2010 | 21,45              | 0,92                         | 1,36                                |
| 2011 | 23,09              | 1,23                         | 1,42                                |
| 2012 | 27,75              | 1,29                         | 1,65                                |
| 2013 | 24,45              | −0,87                        | −0,75                               |
| 2014 | 24,29              | 0,89                         | 1,06                                |
| 2015 | 26,48              | −1,20                        | −1,00                               |
| 2016 | 24,63              | −0,34                        | −0,22                               |
| 2017 | 18,50              | 0,10                         | 0,54                                |
| 2018 | 12,04              | −0,36                        | −0,29                               |
| 2019 | 12,14              | 0,66                         | 1,32                                |
| 2020 | 11,80              | 0,97                         | 1,48                                |
| 2021 | 10,87              | 0,25                         | 0,35                                |
| 2022 | 9,12               | −3,13                        | −3,14                               |
| 2023 | 9,20               | −2,28                        | −2,26                               |

Quellen

## Organisation und Eigentümer
Vorstand
Der Vorstand besteht aus Olivier Novasque als Vorstandsvorsitzender.
Aufsichtsrat
Der Aufsichtsrat setzt sich aus Philippe Gangneux (Vorsitzender des Aufsichtsrats), Heinz Resch und Mark Sheldon zusammen.
Aktionärsstruktur
81,11 Prozent der Aktien befinden sich im Besitz von Sidetrade, der Rest im Streubesitz.

## Auszeichnungen
- „Bayerischer Qualitätspreis 2006“ für herausragende Leistungen im Bereich Qualität und Qualitätsmanagement